# Luis Quintana (piłkarz)
Luis Fernando Quintana Vega (ur. 3 lutego 1992 w mieście Meksyk) – meksykański piłkarz występujący na pozycji środkowego obrońcy.

## Kariera klubowa
Quintana pochodzi ze stołecznego miasta Meksyk i jest wychowankiem akademii juniorskiej tamtejszego klubu Pumas UNAM. Do pierwszego zespołu został włączony jako dwudziestolatek przez szkoleniowca Joaquína del Olmo, pierwszy mecz rozgrywając w nim w lipcu 2012 z Celayą (0:0) w ramach krajowego pucharu (Copa MX). W Liga MX zadebiutował jednak dopiero dziesięć miesięcy później, już za kadencji trenera Antonio Torresa Servína, 5 maja 2013 w wygranym 2:1 spotkaniu z Atlante. Przez kolejne lata nie potrafił sobie wywalczyć miejsca w wyjściowym składzie i był wyłącznie rezerwowym dla graczy takich jak Darío Verón, Marco Antonio Palacios czy Gerardo Alcoba. Premierowego gola w lidze strzelił 8 listopada 2015 w wygranej 2:1 konfrontacji z Querétaro i w tym samym, jesiennym sezonie Apertura 2015 zdobył z Pumas wicemistrzostwo Meksyku.

## Statystyki kariery
| Pumas Naucalpan | 2012–2013 | Meksyk | Segunda División | 1  | 0 | —  | — | —        | — | — | 1  | 0 |
| UNAM            | 2012–2013 | Meksyk | Liga MX          | 1  | 0 | 8  | 0 | —        | — | — | 9  | 0 |
| UNAM            | 2013–2014 | Meksyk | Liga MX          | 7  | 0 | 8  | 1 | —        | — | — | 15 | 1 |
| UNAM            | 2014–2015 | Meksyk | Liga MX          | 5  | 0 | 7  | 1 | —        | — | — | 12 | 1 |
| UNAM            | 2015–2016 | Meksyk | Liga MX          | 8  | 1 | 5  | 1 | CL       | 0 | 0 | 13 | 2 |
| UNAM            | 2016–2017 | Meksyk | Liga MX          | 0  | 0 | —  | — | LMC      | 2 | 0 | 0  | 0 |
| Ogółem          | Ogółem    | Ogółem | Ogółem           | 22 | 1 | 28 | 3 | CL + LMC | 2 | 0 | 52 | 4 |

- CL – Copa Libertadores
- LMC – Liga Mistrzów CONCACAF